# Séraphine de Senlis
Pour les articles homonymes, voir Louis et Senlis.
Séraphine Louis dite Séraphine de Senlis, née le 3 septembre 1864 à Arsy (Oise) et morte le 11 décembre 1942 à Villers-sous-Erquery dans ce même département, est une artiste peintre française dont l'œuvre est rattachée à l'art naïf et à l'art brut.

## Biographie

### Origine familiale

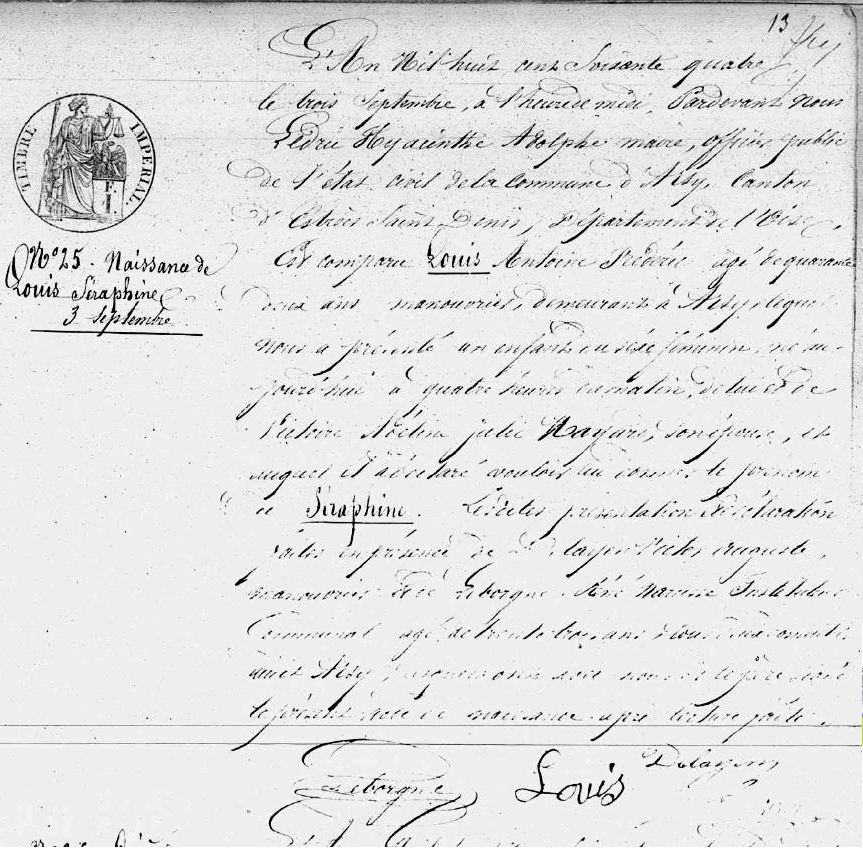
Acte de naissance de Séraphine Louis (archives départementales de l'Oise).

Séraphine Louis est née à Arsy, petite commune de l'Oise, située entre Compiègne et Clermont, le 3 septembre 1864.
Son père était manouvrier, mais également horloger itinérant et sa mère venait d'une famille de paysans,. Elle perd sa mère le jour de son premier anniversaire, et son père, remarié, meurt alors qu'elle n'a pas tout à fait sept ans ; elle est alors recueillie par sa sœur aînée.
Selon Françoise Cloarec, auteure de l'une des biographies consacrées à l'artiste, la jeune Séraphine, scolarisée à l'école du village, « semble avoir été une élève attentive » avec une belle écriture et de bonnes dispositions pour le dessin. Devenue adulte, elle évoquera rarement son enfance.
Très jeune, Séraphine Louis travaille comme bergère. À l'âge de 14 ans elle est placée comme domestique à Compiègne. Puis, à partir de 1881, elle est domestique chez les sœurs de la Providence à Clermont (Oise). En 1901, elle commence à travailler comme femme de ménage dans des familles bourgeoises de Senlis.

### Débuts artistiques
Tout en travaillant, Séraphine se met à peindre à la lumière d’une bougie, dans un grand isolement et une certaine pauvreté et se lance, petit à petit, dans la réalisation d'une œuvre considérable.
Autodidacte, elle est « indemne de culture artistique » selon les termes du peintre Jean Dubuffet,. Son œuvre est ainsi qualifiée d'art brut. Selon Alicia Basso Boccabella, responsable des publics au Musée d'Art et d'Archéologie de Senlis, Séraphine Louis n'a pas pris de cours, « elle a commencé à peindre parce que son ange lui aurait dit de peindre ». Elle s'inspire d'ailleurs d’images pieuses de tradition catholique. Ses motifs décoratifs répétés, ses tableaux gorgés de lumière et de couleurs, sont parfois interprétés comme le reflet de son état psychique (« extase »). Son sujet est le monde végétal.
Le collectionneur et marchand d'art allemand Wilhelm Uhde, installé à Senlis, découvre en 1912 ou 1920 les peintures de Séraphine Louis, lors d'une visite qu'il rend à des connaissances. Il apporte son soutien à cette femme d'humble condition. Cependant, il est obligé de quitter la France en août 1914 quand éclate la Grande Guerre. Durant le conflit, Séraphine Louis continue à peindre à la lumière d'une bougie dans un grand isolement et se lance dans de nouvelles créations. Cette période de la vie de l'artiste et de ses voisins est très difficile, la ville et les habitants de Senlis subissant les exactions des troupes d'occupation allemandes, entre autres l'incendie de plus d’une centaine de maisons.
Uhde ne reprend contact avec Séraphine Louis qu'en 1927, à l'occasion d'une exposition locale organisée à Senlis. Son soutien permet à Séraphine Louis de peindre des toiles de deux mètres de hauteur. En 1929, le marchand d'art allemand organise une exposition intitulée Les Peintres du Cœur sacré, qui permet à Séraphine Louis d'accéder à une certaine notoriété : on la surnomme « Séraphine de Senlis » et elle accède à une certaine prospérité financière ; mais elle ne sait pas la gérer et la dilapide au fur et à mesure.
À partir de 1930, la Grande dépression éloigne les acheteurs d'œuvres d'art et ne permet plus à Wilhelm Uhde d'acheter à Séraphine Louis ses peintures, ce qui la perturbe gravement. Elle sombre alors dans la folie et on l'interne pour « psychose chronique » le 31 janvier 1932 à l'hôpital psychiatrique de Clermont. Elle refuse d'y pratiquer son art.
Ses œuvres sont pourtant exposées par le collectionneur Wilhelm Uhde : en 1932, à l'exposition Les Primitifs modernes à Paris ; en 1937-1938, à l'exposition Les Maîtres populaires de la réalité, à Paris, Zürich, New York (MoMA) ; en 1942, à l'exposition Les Primitifs du XXe siècle à Paris ; en 1945, à Paris à l'exposition consacrée à Séraphine de Senlis.

### Mort
À l'instar de la sculptrice et peintre Camille Claudel, sa contemporaine, Séraphine Louis meurt de faim dans un hôpital psychiatrique. Atteinte d'un cancer du sein et dans la misère la plus totale, elle meurt le 11 décembre 1942 dans l'annexe de l'hôpital à Villers-sous-Erquery, dans les dures conditions des asiles sous l'Occupation allemande, et dans l'indifférence générale. Son dossier médical conservé à l'hôpital de Senlis porte la mention « cueille de l'herbe pour manger la nuit ; mange des détritus ».
Séraphine de Senlis est enterrée dans une fosse anonyme du carré des indigents au cimetière de Clermont. Elle avait pourtant exprimé, dans ses dernières volontés, le souhait de voir graver sur sa tombe cette mention : « Ici repose Séraphine Louis, sans rivale, et attendant la résurrection bienheureuse ».

## L'art de Séraphine de Senlis
Séraphine de Senlis préparait elle-même ses couleurs de façon rudimentaire, mais soignée. Elle n'en a jamais véritablement dévoilé la composition mais une expertise des toiles a établi qu'elle avait recours à de la peinture Ripolin qu'elle mélangeait à d'autres produits (fait repris dans le film de Martin Provost). Plus tard, un peu plus riche, grâce à l'aide de Wilhelm Uhde, elle a utilisé du vernis. Fait remarquable, ses pigments posent assez peu de problèmes de conservation. Ses peintures ont un aspect mat, presque ciré. Parfois, la signature est gravée au couteau, révélant une sous-couche de couleur contrastée. Il semble qu'elle ait signé ses peintures avant de les peindre.
Ses tableaux comportent presque tous, dans le quart inférieur, une zone qui semble représenter un autre ordre que le reste de l'image : les fruits et les fleurs continuent à s'épanouir dans cette région mais d'autres éléments, des herbes ou des feuilles plus sombres, invitent à interpréter cet espace comme une sorte de souterrain inconscient où tout s'enracine. Ce principe de composition se retrouve dans de nombreuses œuvres.
Le besoin irrépressible de création fait de Séraphine de Senlis, pour reprendre les termes du conservateur du musée Maillol, Bertrand Lorquin, une artiste dévorée par « cette fameuse nécessité intérieure dont parlait Kandinsky ». Toutefois, il semble que la fonction subjective de sa peinture ait été incompatible avec la notoriété en raison de sa culpabilité mélancolique, de sorte qu'elle fut déstabilisée par sa réussite, s'empressant de dilapider ses gains.

Œuvres de Séraphine de Senlis
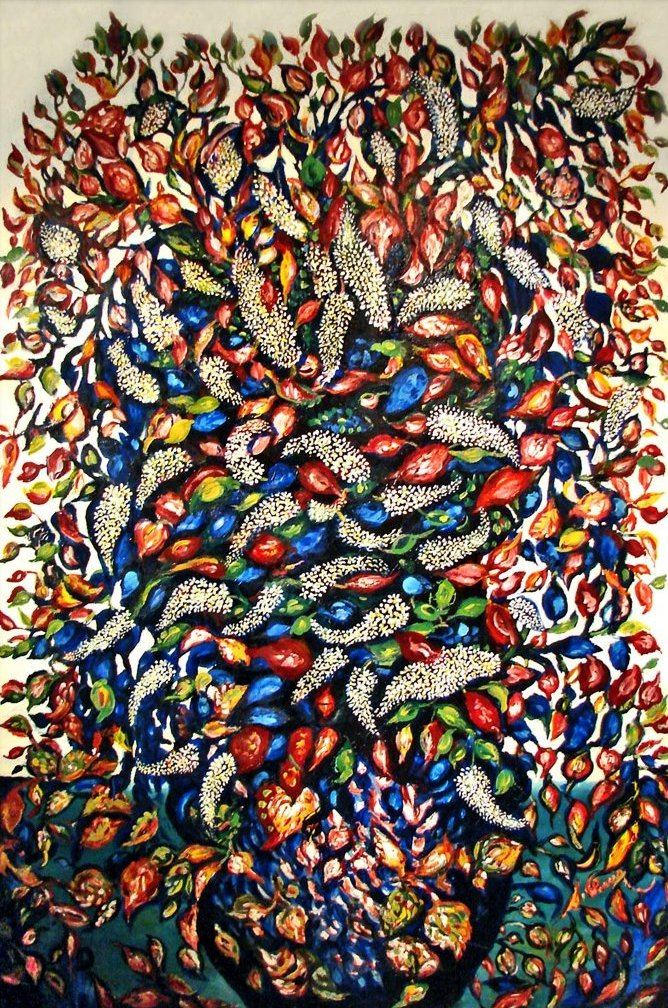
Grand Bouquet au vase noir et fond bleu (1929), collection particulière.
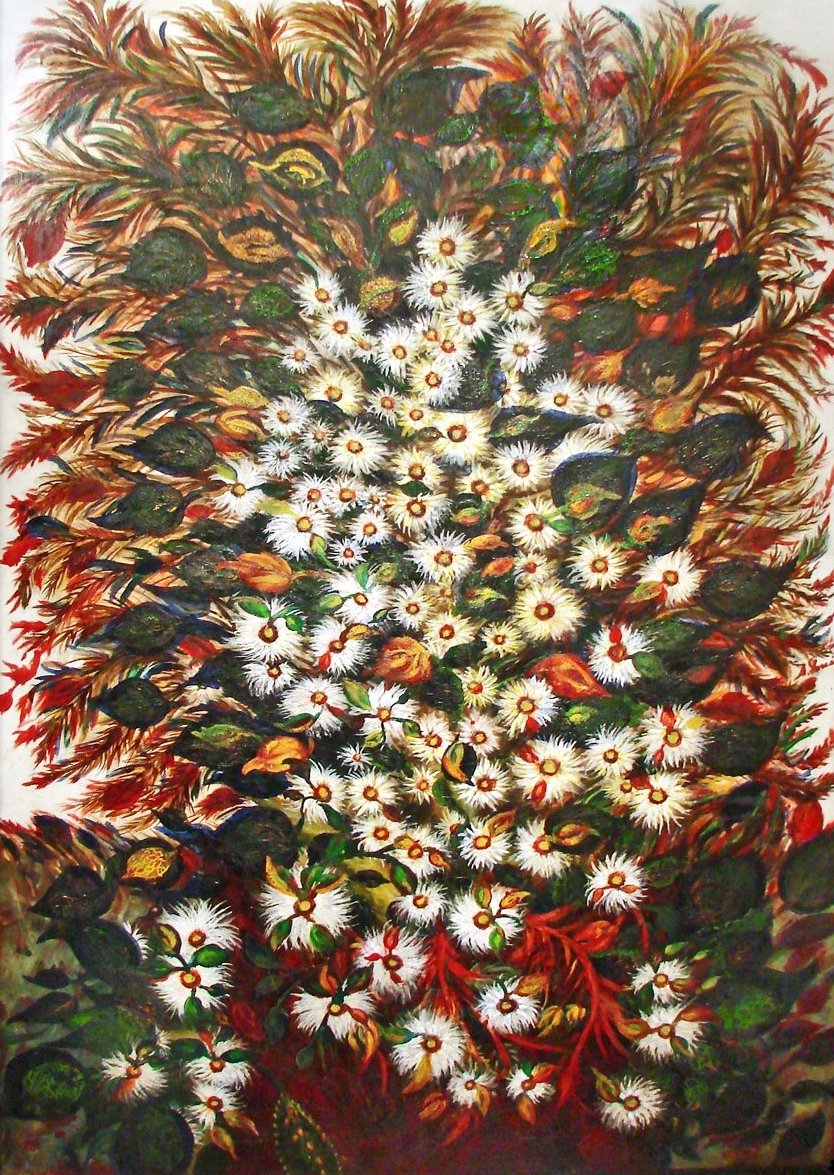
Les Grandes marguerites (1925), Senlis, musée d'Art et d'Archéologie.
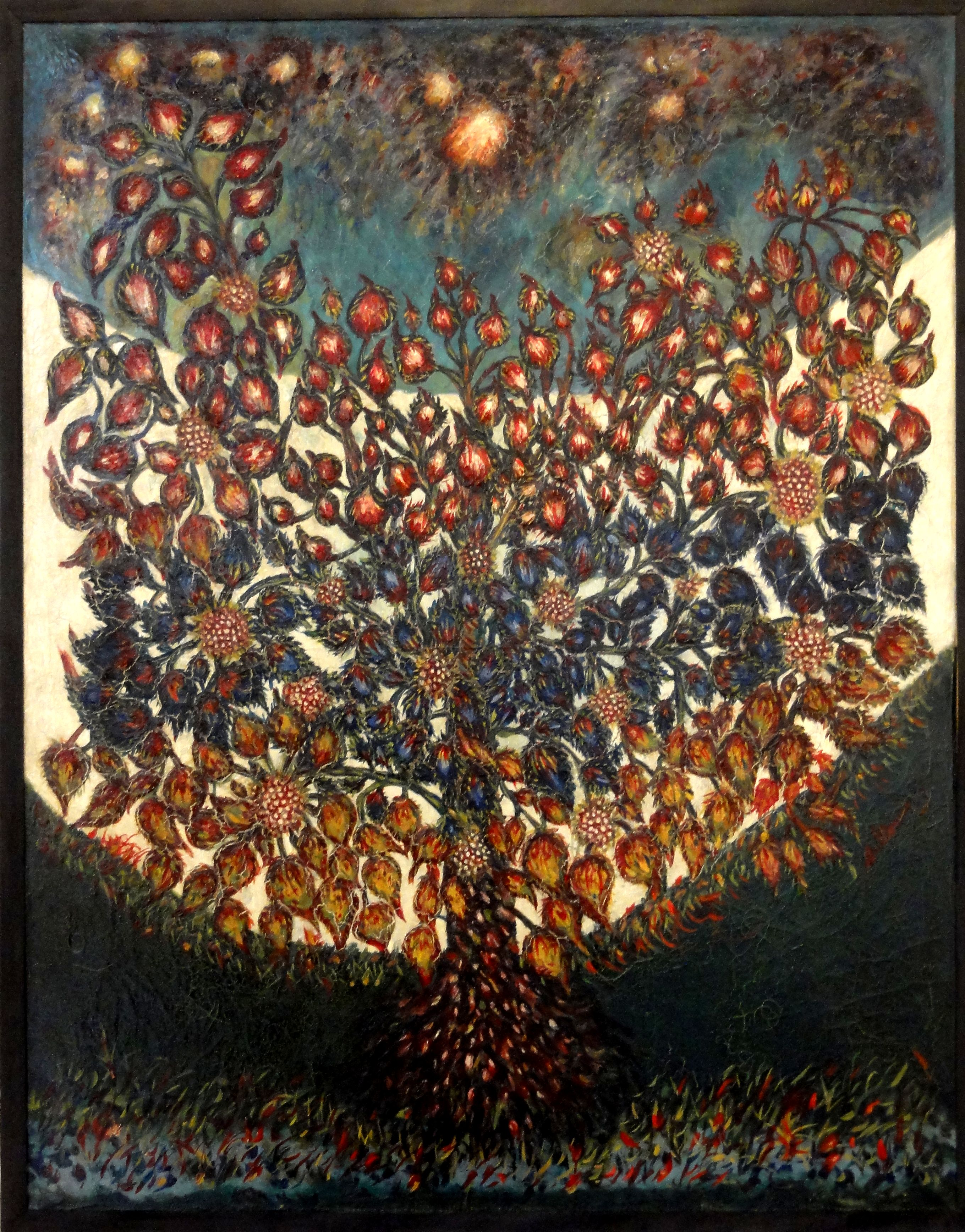
L'arbre de vie (1928), Senlis, musée d'Art et d'Archéologie.
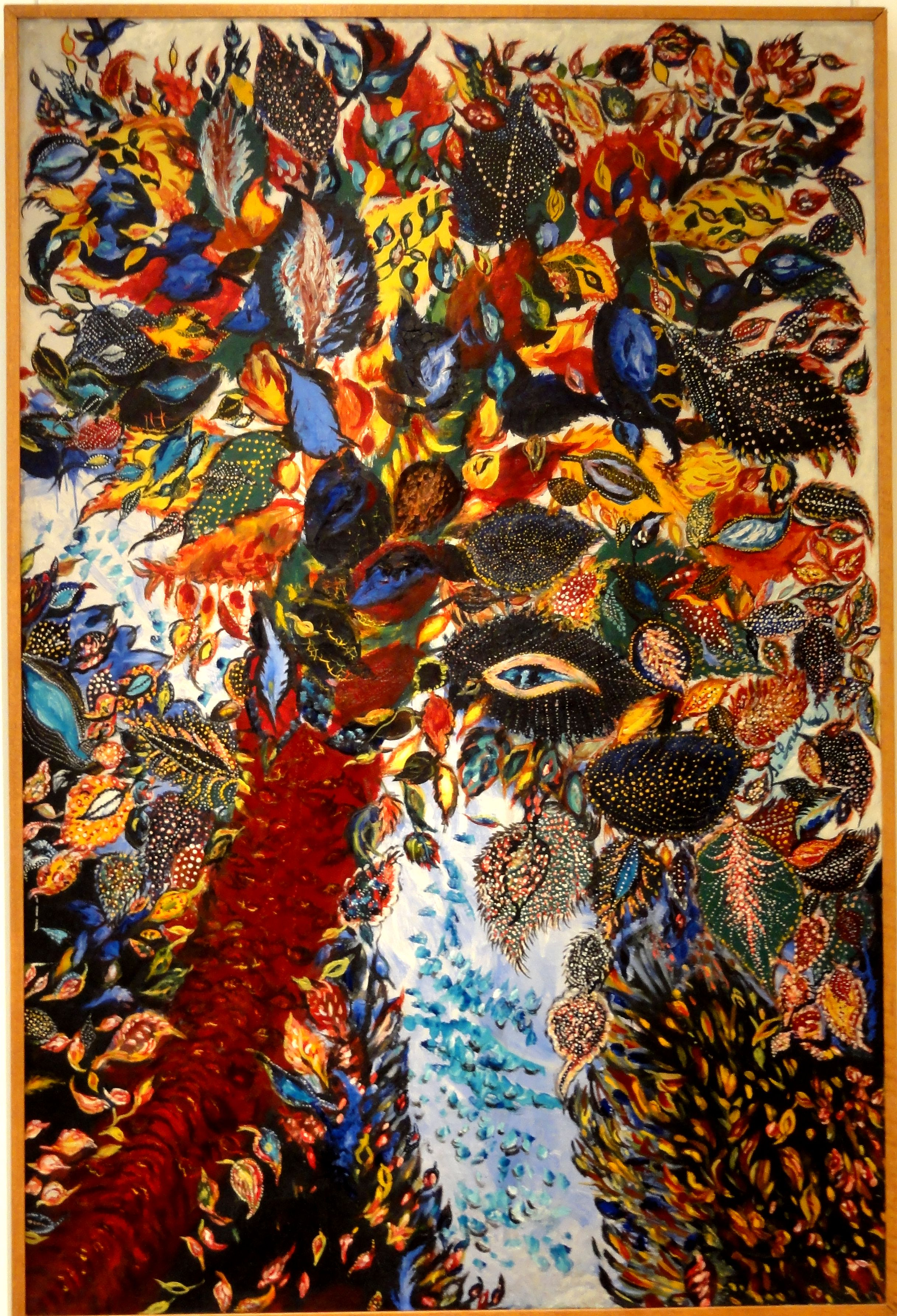
L'Arbre de Paradis (1928-1930), Senlis, musée d'Art et d'Archéologie, dépôt du MNAM / Centre de création industrielle - Centre Georges Pompidou.
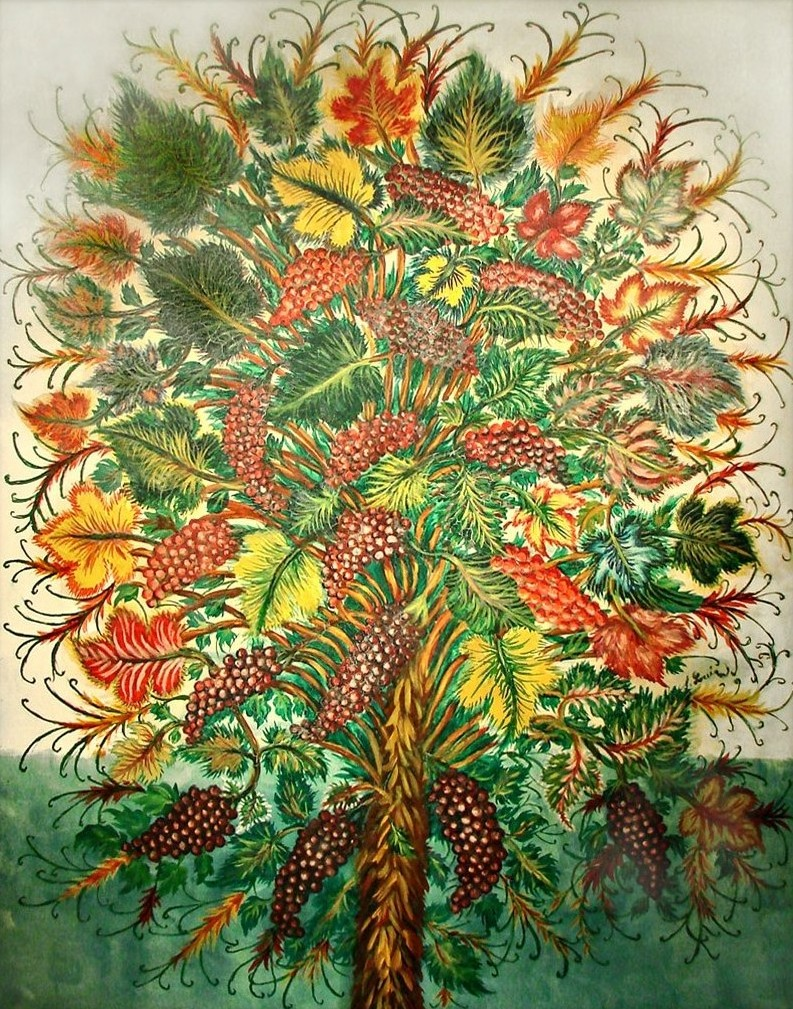
Les Grappes de raisin (vers 1930), Paris, musée Maillol.
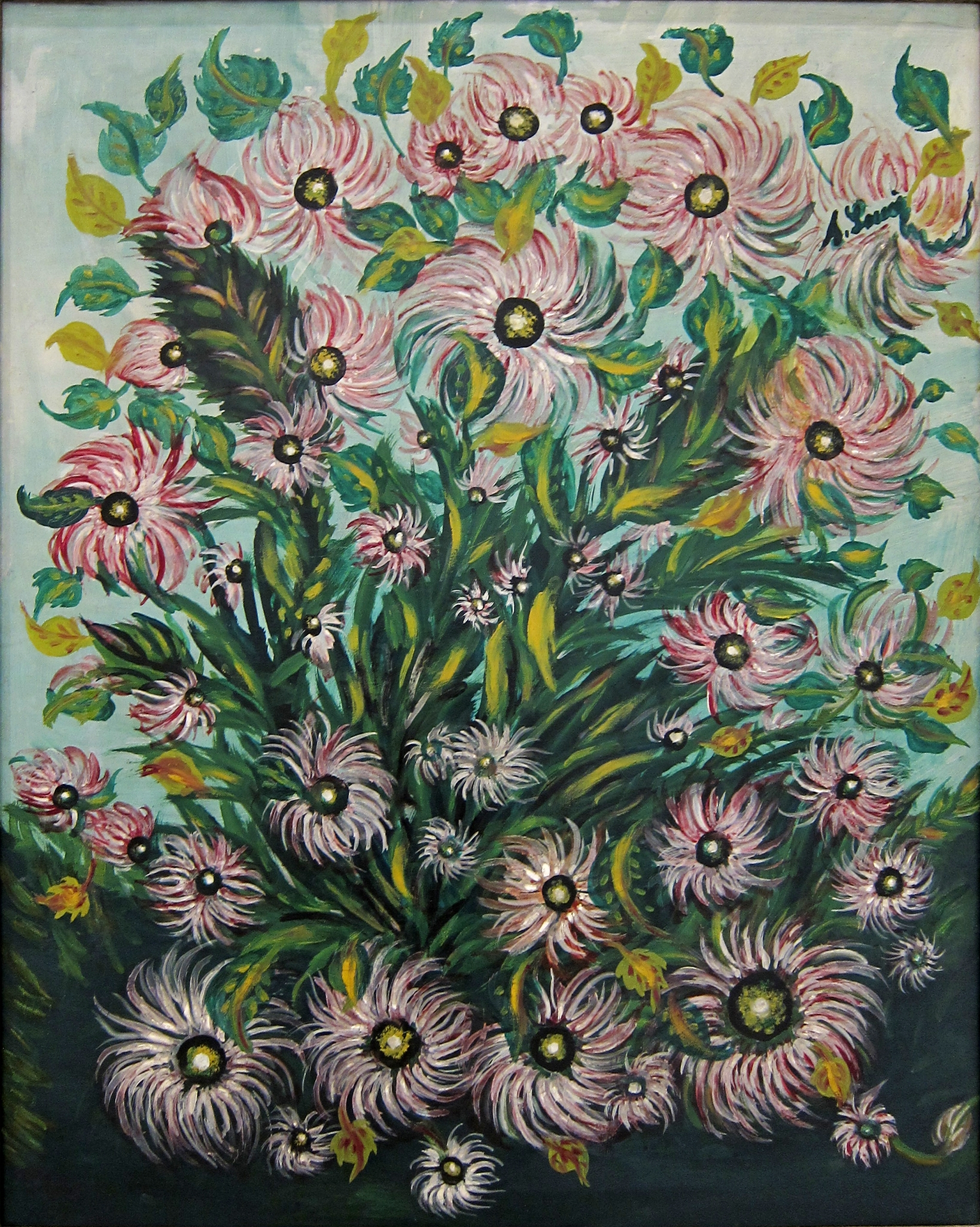
Bouquet de fleurs, Lille Métropole Musée d'Art moderne, d'Art contemporain et d'Art brut.
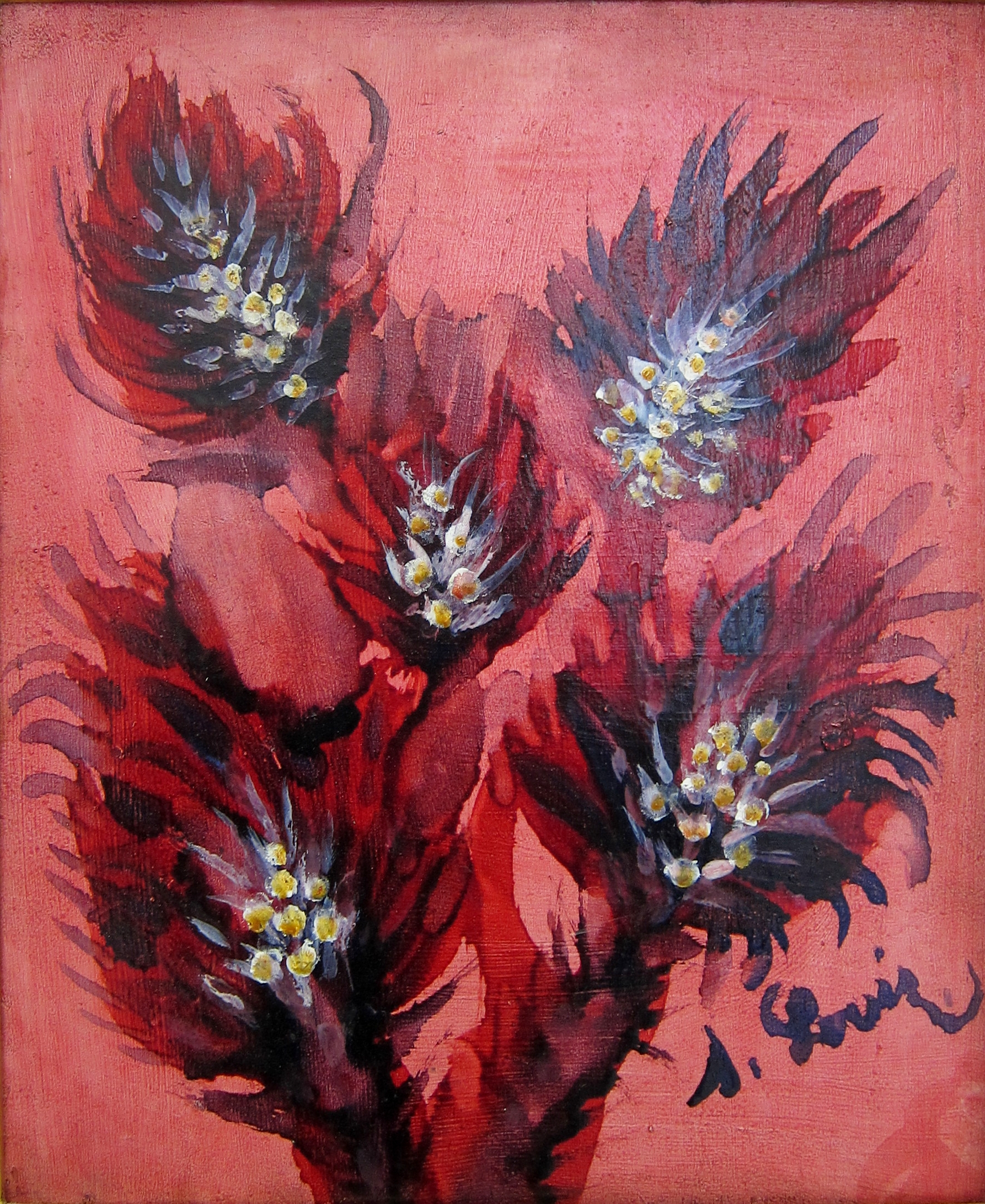
Bouquet de fleurs, Lille Métropole Musée d'Art moderne, d'Art contemporain et d'Art brut.

## Postérité

### Expositions
Le musée Maillol à Paris (Exposition des Naïfs, du 11 septembre 2019 au 23 février 2020), le musée d'Art et d'Archéologie de Senlis, le musée d'art naïf de Nice, le musée du Vieux-Château de Laval, le LaM à Villeneuve-d'Ascq conservent plusieurs de ses œuvres et assurent des expositions temporaires ou permanentes.
En Allemagne, le Zander Collection de Cologne possède une vaste collection de ses œuvres.

#### Sélection de l'exposition
- - The Unboxing Experience, Clemens Sels Museum Neuss, Neuss (12.4.–15.6.2025)[32]
  - Exhibition 01 | André Bauchant | Camille Bombois | Séraphine Louis | Henri Rousseau | Louis Vivin, Zander Collection, Cologne (25.11.2023–24.4.2024)[33]
  - Welche Moderne? In- und Outsider der Avantgarde. Sprengel Museum Hannover, Hanovre (6.5.2023–17.9.2023), Kunstsammlungen Chemnitz, Chemnitz (22.10.2023–14.1.2024)[33]
  - Die Maler des Heiligen Herzens, Museum Frieder Burda, Baden-Baden (16.7.2022–20.11.2022), Museen Böttcherstraße, Brême (3.12.2022–12.3.2023)[33]
  - 27 Artists, 209 Works, Zander Collection, Bönnigheim (23.3.–28.8.2016)[33]
  - Der Schatten der Avantgarde. Rousseau und die vergessenen Maler, Folkwang Museum, Essen (2.10.2015–10.1.2016)[34]
  - Séraphine de Senlis, Fondation Dina Vierny, Musée Maillol, Paris (1.10.2008–5.1.2009)[34]
  - Die Kunst der Naiven. Themen und Beziehungen, Haus der Kunst, Munich (1.11.1974–12.1.1975), Kunsthaus Zürich, Zurich(25.1.1975–31.3.1975)[34]
  - documenta. Kunst des XX. Jahrhunderts. Internationale Ausstellung, Museum Fridericianum, Cassel (16.7.1955–18.9.1955)[34]
  - Masters of Popular Painting. Modern Primitives of Europe and America. Museum of Modern Art, New York (27.4.–24.7.1938)[34]
  - Les Peintres du cœur sacré, Galerie des Quatres Chemins, Paris (8.6.–21.6.1928)[34]

### Travaux universitaires
Marie-Amélie Ortas-Peretti  lui consacre sa thèse de doctorat en médecine en 1965. Il s'agit d'un des  premiers travaux sur Séraphine dont les informations seront ultérieurement reprises dans la littérature scientifique, notamment anthropologique.
Alain Vircondelet a obtenu son doctorat de 3e cycle en histoire de l'art avec la thèse Séraphine de Senlis, sa vie, son œuvre (1984) sous la direction de Bernard Dorival.

### Catalogue raisonné
Un catalogue raisonné de l'œuvre peinte de Séraphine Louis a été publié en 2021 en français et en anglais par Pierre Guénégan aux éditions Lanwell & Leeds Ltd  (ISBN 978-2-9700494-9-4). Cet ouvrage présente également pour la première fois l'ensemble des lettres écrites par Séraphine durant son internement à partir de 1932 à l'asile de Clermont de l'Oise ; ces lettres ont été transcrites par Marylin Clin et Françoise Cloarec, auteure d'un livre sur l'artiste. Le catalogue comporte 400 pages illustrées avec force documents et photographies. Une analyse psychopathologique de Séraphine Louis est également présentée.

### Dans la littérature
La première biographie de Séraphine est publiée en 1986 par Alain Vircondelet. Elle inspirera le film de Martin Provost en 2008 (qui fera d'ailleurs l'objet d'une condamnation pour plagiat).
D'autres ouvrages ont été publiés au sujet de Séraphine Louis, notamment ceux Marie-Jo Bonnet et Françoise Cloarec.

### Au cinéma et dans les médias audiovisuels

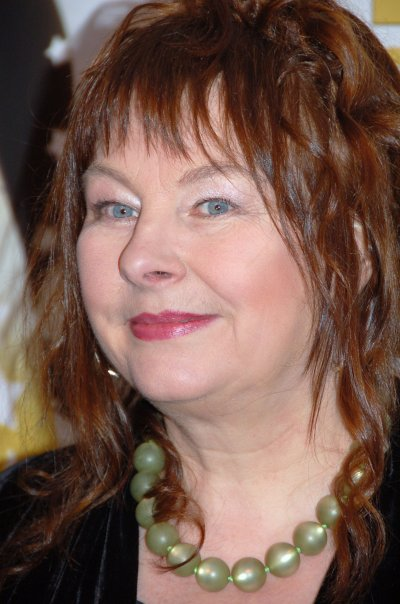
Yolande Moreau.

#### Cinéma
- 2008 : Séraphine, film de Martin Provost, consacré à la vie de Séraphine entre 1914 et 1935. Séraphine est interprétée par Yolande Moreau. « Le réalisateur et les producteurs ont été condamnés par le tribunal de grande instance de Paris en 2010 pour contrefaçon, à l'issue du procès que leur ont intenté les éditions Albin Michel, et Alain Vircondelet, soutenus par la Société des Gens de Lettres »[38],[39],[40].

#### Télévision
- La websérie documentaire (coproduction Arte/INA) présente un épisode dénommé Séraphine de Senlis - Le délire de peindre, diffusé en 2019[41].

#### Radio
- Franck Ferrand, Au cœur de l'histoire émission du 7 janvier 2018 sur Europe 1.